# Live & Well (альбом Б. Б. Кінга)
Live & Well — концертний/студійний альбом американського блюзового музиканта Б. Б. Кінга, що вийшов 1969 року на лейблі BluesWay.

## Опис
Хоча Live & Well не був знаковим альбомом у дусі Live at the Regal, втім він мав значний комерційний успіх для Кінга, оскільки став першим його LP, який потрапив в топ-100 чарту Billboard 200, де посів 56-е місце. Це могло статися завдяки визнанню рок-музикантів, насамперед, таких як Ерік Клептон, які підвищили зацікавленість серед білої аудиторіх слухачів. Альбом складається з двох частин: перша була записана під час концерту в клубі Village Gate в Нью-Йорку, а друга — в студії. Кінг завжди добре записував концерті альбоми, і на цьому також концерті версії звучать краще, аніж студійні роботи (в якій взяли участь сесійні музиканти, а саме Ел Купер і Г'ю Маккрекен).
Альбом вийшов у червні 1969 року на BluesWay, дочірньому лейблі ABC Records. Пісні «Why I Sing the Blues»», «Get off My Back, Woman» і «Just a Little Love» вийшли на синглі того ж року.

## Список композицій
1. «Don't Answer the Door» (Джиммі Джонсон) — 6:10
2. «Just a Little Love» (Б. Б. Кінг) — 5:20
3. «My Mood» (Б. Б. Кінг, Сонні Фрімен) — 2:40
4. «Sweet Little Angel» (Б. Б. Кінг, Жуль Тауб) — 5:10
5. «Please Accept My Love» (Кларенс Гарлоу) — 3:20
6. «I Want You So Bad» (Б. Б. Кінг) — 4:17
7. «Friends» (Б. Б. Кінг, Білл Шимчик) — 5:37
8. «Get off My Back, Woman» (Б. Б. Кінг, Фердінанд Вашингтон) — 3:17
9. «Let's Get Down to Business» (Б. Б. Кінг) — 3:37
10. «Why I Sing the Blues» (Б. Б. Кінг, Дейв Кларк) — 8:39

## Учасники запису
- Б. Б. Кінг — вокал, гітара
- Патрік Вільямс — труба (1—5)
- Лі Гетлінг — саксофон (1—5)
- Чарлі Боулс — орган (1—5)
- Г'ю Маккрекен — гітара (6—10)
- Джеральд Джеммотт (6—10), Валь Патільйо (1—5) — бас-гітара
- Ел Купер (6, 8), Пол Гарріс — фортепіано (6—10)
- Герб Лоуелл (6—10), Сонні Фрімен (1—5) — ударні
- Джонні Пейт — аранжування духових інструментів (6, 8)

Технічний персонал
- Білл Шимчик — продюсер, текст
- Джо Загаріно (6—10), Філ Рамон (1—5) — інженер
- Еллен Макніллі — фотографія
- Байрон Гото, Генрі Епстайн — дизайн альбому

## Хіт-паради
Альбоми
| Рік  | Чарт              | Позиція |
| ---- | ----------------- | ------- |
| 1969 | R&B Albums        |         |
| 1969 | The Billboard 200 | 56      |

Сингли
| Рік  | Сингл                   | Чарт              | Позиція |
| ---- | ----------------------- | ----------------- | ------- |
| 1969 | «Why I Sing the Blues»  | R&B Singles       | 13      |
| 1969 | «Why I Sing the Blues»  | Billboard Hot 100 | 61      |
| 1969 | «I Want You So Bad»     | R&B Singles       | 34      |
| 1969 | «I Want You So Bad»     | Billboard Hot 100 | 127     |
| 1969 | «Get Off My Back Woman» | R&B Singles       | 32      |
| 1969 | «Get Off My Back Woman» | Billboard Hot 100 | 74      |
| 1969 | «Just a Little Love»    | R&B Singles       | 15      |
| 1969 | «Just a Little Love»    | Billboard Hot 100 | 76      |